# Лукили, Карим
Карим Лукили (нидерл. Karim Loukili; род. 28 апреля 1997, Гаага) — марокканский и нидерландский футболист, полузащитник албанского клуба «Эльбасани».

## Карьера
Начинал заниматься футболом в гаагской футбольной академии «ХМСХ». Также прошёл академии таких клубов как «АДО Ден Хааг» и «Утрехт».
Дебютировал в профессиональном футболе за «Йонг Утрехт» 19 декабря 2016 года против «Телстара». Дебютным голом отметился 17 февраля 2017 года против «Фортуны». В общей сложности футболист в 34 встречах отметился 3 голами и 3 результативными передачами.
В августе 2018 года перешёл в марокканский клуб «Шабаб Риф», в котором выступал до конца года.
В июле 2019 года стал игроком клуба «Йонг Спарта». 31 августа 2019 года дебютировал за клуб в стартовом составе против клуба «Квик Бойс». Первый гол за клуб забил 8 сентября 2019 года против «Де Трефферс». 
В январе 2020 года стал игроком немецкого клуба «Феникс», который выступает в Шлезвиг-Гольштейн-Лиге. 
В августе 2020 года перешёл в «Хелмонд Спорт». Дебютировал за клуб 29 августа 2020 года против клуба «ТОП Осс». Дебютный гол за клуб забил 12 октября 2020 года против клуба «Ден Босх». 2 января 2021 года оформил свой первый хет-трик в матче против «Дордрехта». Футболист закрепился в основном составе команды и в сумме провёл 38 матчей, забил 9 голов и отдал 4 результативные передачи.
В июле 2021 года перешёл в латвийский клуб «Рига». Дебютировал за клуб в Лиге конференций УЕФА 22 июля 2021 года в матче против «Шкендии». В Высшей Лиге дебютировал 25 июля 2021 года в матче против клуба «Метта». 15 сентября 2021 года забил свой первый гол за клуб в матче против «Даугавпилса».
В августе 2022 года перешёл в венгерский клуб «Дебрецен». За клуб футболист так и не дебютировал и в январе 2023 года перешёл в кипрский клуб «Кармиотисса». Дебютировал за клуб 21 января 2023 года в матче против клуба АЕЛ. В следующем матче 27 января 2023 года против клуба «Акритас Хлоракас» футболист отличился своим дебютным забитым голом.